# Kurilská přírodní rezervace
Kurilská přírodní rezervace (rusky Курильский заповедник) je přírodní rezervace, která je vyhlášena na severním a jižním konci ostrova Kunašir, největším a nejjižnějším z Kurilských ostrovů. Zahrnuje rovněž dvě skupiny ostrůvků na jihovýchodě.
Oblast je jedním z největších zimovišť mořského ptactva. Nalézá se v tektonicky nestabilní oblasti a je jednou ze dvou ruských 
přírodních rezervací, které chrání území aktivních sopek (druhou je Kronocká přírodní rezervace). Administrativně je součástí Južnokurilského rajónu Sachalinské oblasti. Založena byla v roce 1984, má rozlohu  65 364 ha.

## Topografie
Kurilská rezervace sestává ze tří oddělených území:
- Severní Kunašir (49 899 ha). Pokrývá severní část ostrova. Je zde kompozitní stratovulkán Ruruj (Руруй) o výšce 1 485 m. Na jihovýchodě oblast klesá od vrcholu další činné sopky Ťaťa (1 819 m) k pobřežním terasám. Taťa je typickým příkladem sopky typu Somma, kdy zhroucený vrchol vytváří kalderu a z jejího dna vyrůstá nový ústřední kužel.
- Jižní Kunašir (15 366 ha) Od severní části se odlišuje plošším reliéfem s nižšími výškovými rozdíly, ve střední části je kaldera sopky Golovnina (541 m) na jejímž dně jsou dvě jezera s vroucí silně mineralizovanou vodou.
- Malé kurilské pásmo (100 ha) Zahrnuje drobné ostrovy Oskolki (Оско́лки) a ostrovy Ďjomina (Дёмина), které jsou poznamenány denudačními procesy. Z geologického hlediska jsou pokračováním poloostrova Nemuro, nejvýchodnějšího bodu ostrova Hokkaidó.

Červeně vyznačená Kurilská rezervace pokrývá jižní a severní část Kunaširu a dvě skupiny ostrůvků Malého kurilského pásma

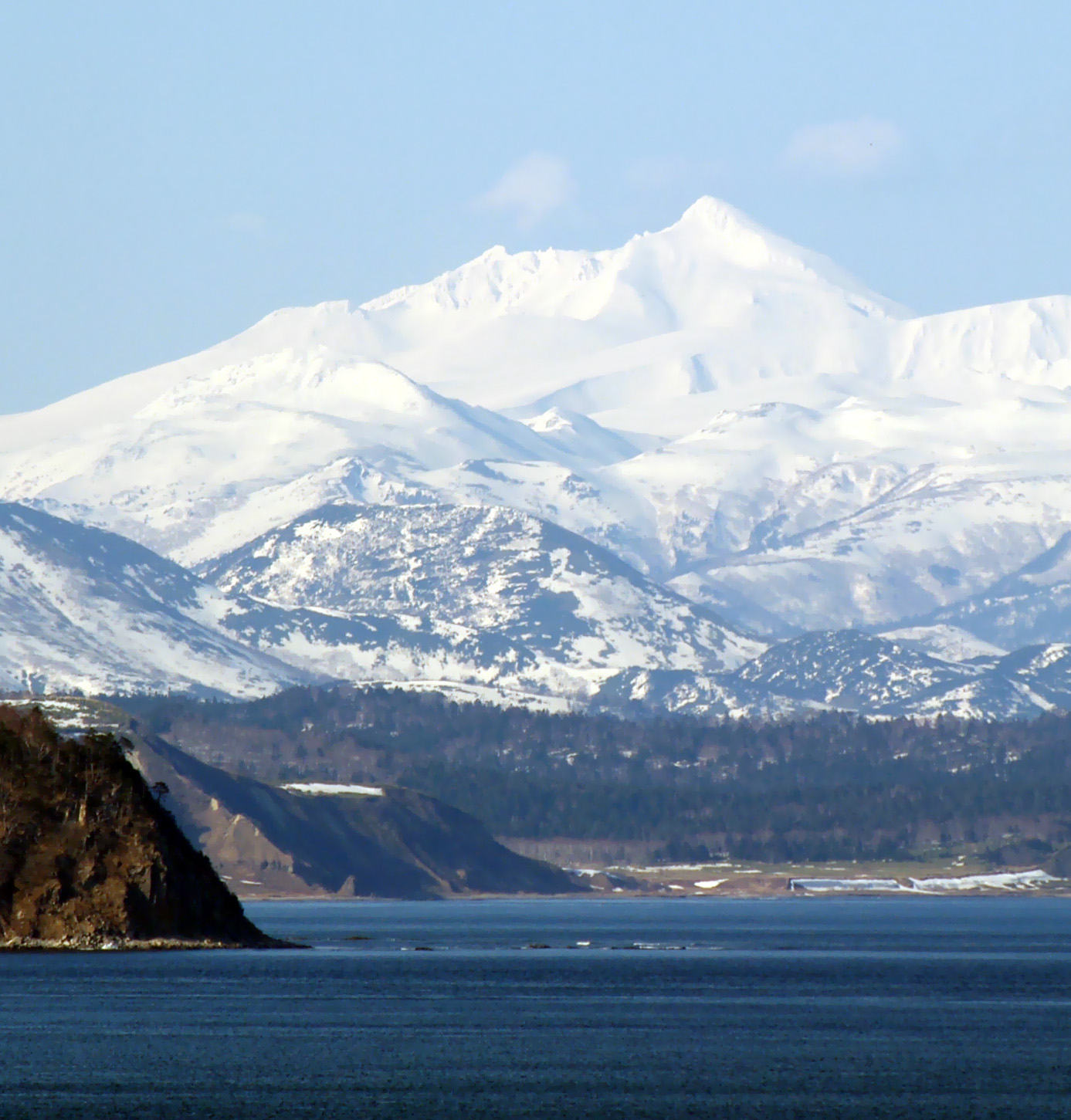
Stratovulkán Ruruj, pohled z Južno-Kurilsku

## Podnebí
Na Kurilách vládne subpolární podnebí bez suchých období (Dfc podle Köppenovy klasifikace podnebí).

## Flóra a fauna
Přibližně 70% rezervace je zalesněno, většinou jehličnatými stromy. Běžný je smrk ajanský (Picea jezoensis), smrk Glehnův (Picea glehnii) a jedle sachalinská (Abies sachalinensis). Podrost je hustý, na mořském pobřeží jsou houštiny růže svraskalé (Rosa rugosa). Vyskytuje se zde 838 druhů cévnatých rostlin ze 414 rodů.
Břehy obývá ohrožená vydra mořská. Charakteristickými savci obývajícími lesy jsou medvěd hnědý, liška, zajíc, veverka, sobol a lasice.
Bylo napočítáno 26 hnízdících párů ohroženého výra Blakistonova (Bubo blakistoni).

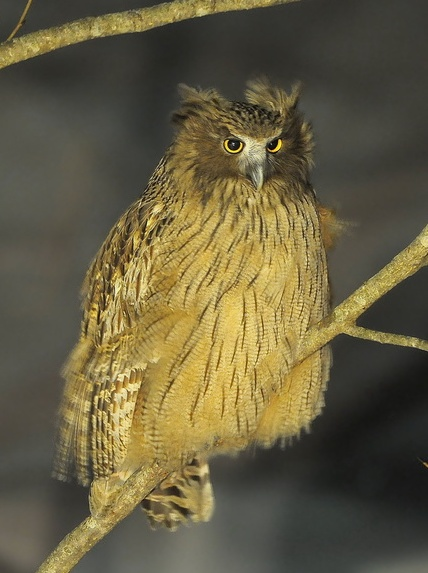
Výr Blakistonův (ohrožený)

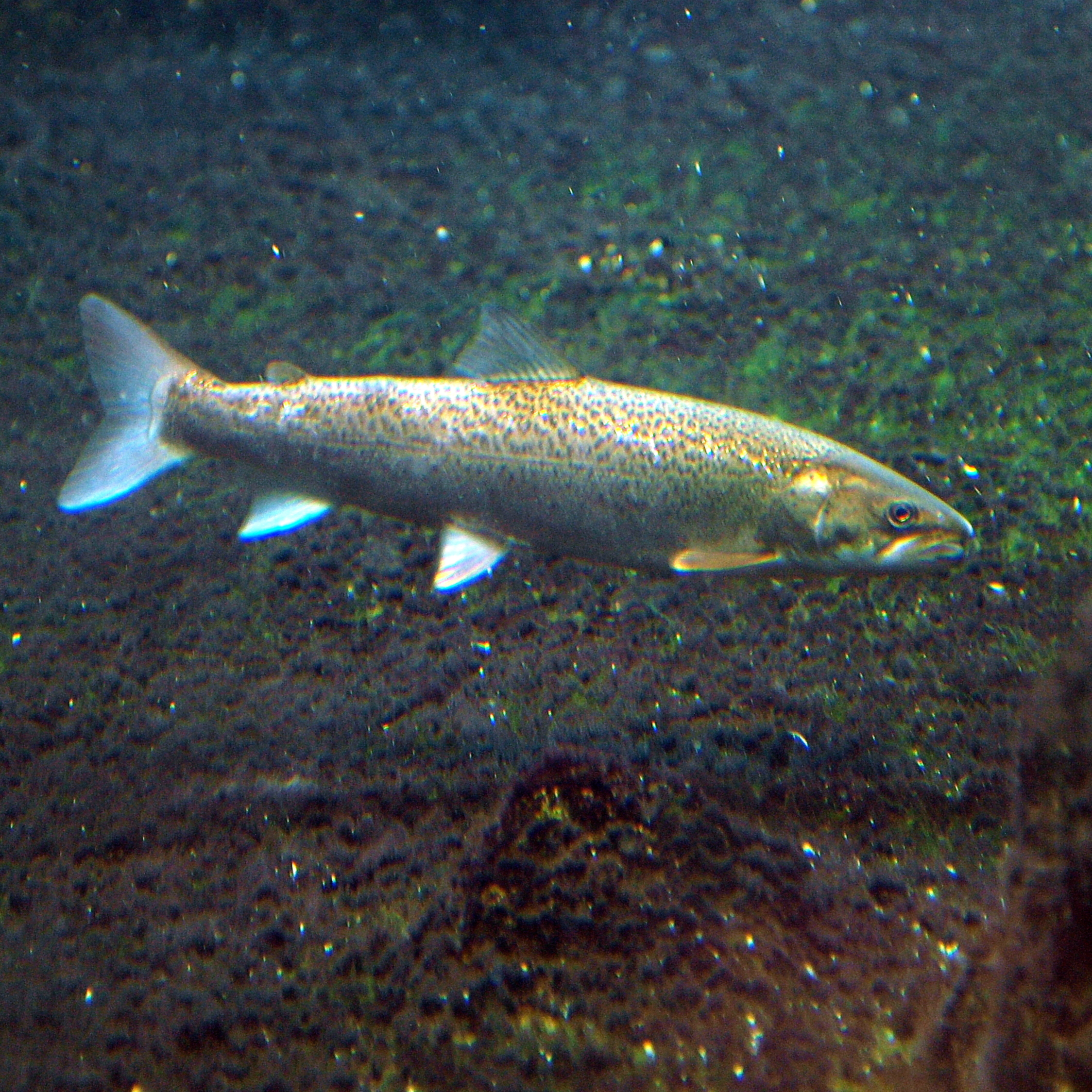
Hlavatka japonská (kriticky ohrožený druh)